# Bitwa pod Nizip
Bitwa pod Nizip – starcie zbrojne, które miało miejsce 24 czerwca 1839 roku pomiędzy siłami Imperium Osmańskiego a wojskami Egiptu. Decydująca bitwa w kampanii wojennej lat 1839–1840, zakończonej ostatecznie klęską władcy Egiptu Muhammada Alego, dzięki pomocy udzielonej Osmanom przez mocarstwa europejskie.
Gdy w 1839 roku armia turecka przekroczyła graniczny Eufrat, do działania przystąpili również sułtańscy emisariusze podburzający miejscową ludność przeciwko rządom egipskim. Wicekról Muhammad Ali wraz ze swym synem, dowódcą wojsk egipskich, Ibrahimem Paszą, zostali oficjalnie pozbawieni swych stanowisk przez sułtana, a przeciw ich władzy ogłoszono świętą wojnę.
W obu wojskach wkrótce zaczęła szerzyć się dezercja, gdyż znaczną część żołnierzy przymusowo wcielono do armii podczas branek przeprowadzonych przed kampanią. Do oddziałów egipskich przestało też docierać zaopatrzenie (kontyngenty) w żywność. Zniecierpliwiony własną niepomyślną sytuacją Ibrahim Pasza wysłał list do dowódcy wojsk tureckich Hafiza Paszy: „Dlaczego Wasza Wysokość, mając rozkaz rozpoczęcia wojny, wojny nie zaczynasz, tylko intrygi i wykręty? Przyjdź, przyjdź-że na pole bitwy, Wasza Dostojność, Ty nie zapomniałeś, jak atakują ludzie bez strachu. W każdym jednak wypadku podobne intrygi nie będą dłużej tolerowane”.
W krytycznej sytuacji przed bitwą żołnierze egipscy otrzymali resztki pożywienia. Podczas starcia trwającego dwie godziny, uciekły z pola słabe oddziały Kurdów i Turkmenów. Mimo osłabienia głodem i dezercją, 50-tysięczna armia egipska pokonała 40-tysięczne wojska tureckie.
Do niewoli dostał się Hafiz Pasza i 12 tysięcy żołnierzy, z których 5 tysięcy przeszło na stronę Egipcjan. W sumie zginęło 4 tys. Turków (część potopionych w Eufracie podczas ucieczki), natomiast Egipcjan około 3 tysięcy. Po zwycięstwie siły egipskie kontynuowały marsz na północ w kierunku Anatolii.
Na wiadomość o klęsce zmarł sułtan Mahmud II. Jej przyczyną było niewłaściwe wykorzystanie sił przez dowódców tureckich. Kilkaset kilometrów dalej stacjonowała 80-tysięczna armia osmańska, natomiast wojska walczące pod Nizip składały się w 60% z Kurdów zmuszonych do walki, bez istotnych dla nich korzyści.